# Travis Releford
Travis Releford (ur. 22 lutego 1990 w Kansas City) – amerykański koszykarz, występujący na pozycji rzucającego obrońcy, obecnie zawodnik Hubo Limburg United.
W 2008 roku został wybrany najlepszym zawodnikiem szkół średnich stanu Kansas (Kansas Gatorade Player of the Year).
W 2013 roku rozegrał pięć spotkań podczas letniej ligi NBA w barwach Denver Nuggets.
14 października 2016 został zawodnikiem Siarki Tarnobrzeg. 28 lutego 2017 przeniósł się wraz z Zane’em Knowlesem do zespołu King Szczecin.
3 lipca 2017 podpisał umowę z greckim Promitheas Patras. 8 września związał się z libańskim Al Moutahed Tripoli. 6 listopada został zawodnikiem belgijskiego Hubo Limburg United.
Jego młodszy brat – Trevor również jest koszykarzem.

## Osiągnięcia
Stan na 19 października 2016, na podstawie, o ile nie zaznaczono inaczej.
NCAA
- MVP turnieju CBE Classic (2013)
- Laureat nagrody Danny Manning „Mr. Jayhawk” Award (2013)
- Zaliczony do:
  - I składu:
    - defensywnego Big 12 (2013)
    - turnieju:
      - CBE Classic (2013)
      - Las Vegas Invitational (2011)

  - II składu konferencji Big 12 (2013)

Drużynowe
- Uczestnik rozgrywek EuroChallenge (2013/14)

Reprezentacja
- Wicemistrz Ameryki U–18 (2008)[9]